# ドウグラス・シウヴァ・バセラール
ドウグラス（Douglas）ことドウグラス・シウヴァ・バセラール（ポルトガル語: Douglas Silva Bacelar、1990年4月4日 - ）は、ブラジルのサッカー選手。ポジションはDF。

## クラブ歴
ECジュベントゥージの下部組織からトップチームに昇格し選手となった。その後、アメリカ・デ・ナタルを経て、CRヴァスコ・ダ・ガマに移籍。
2013年1月には5年契約でウクライナのFCドニプロに移籍。UEFAヨーロッパリーグ 2014-15では決勝にまで進み、決勝戦にフル出場をしたものの、チームは敗れた。
2016年にサンパウロFCに移籍。

## タイトル

### クラブ
ヴァスコ・ダ・ガマ
- コパ・ド・ブラジル: 2011

ドニプロ
- UEFAヨーロッパリーグ:

準優勝: 2014-15

### 個人
- UEFAヨーロッパリーグベストイレブン: 2014-15